# Iron Sy
Pour les articles homonymes, voir Sy.
Iron Sy, de son vrai nom Amadou Malick Sy, est un rappeur français. Iron Sy fait carrière dans le milieu du rap français au début des années 1990. Grâce à sa voix et ses nombreux featurings avec de plus ou moins grands noms du rap français — comme Time Bomb, Alpha 5.20, Sinik, LIM, Zoxea, Dany Dan et NTM — il parvient à acquérir une certaine notoriété. Ex-membre du collectif B.O.S.S., il s'en sépare en 2006 pour monter le label Sylexmusic avec notamment ses frères, Douma du Black Killah (Doumassacre) et Paler.

## Biographie
Amadou Malick grandit à Ivry-sur-Seine, puis déménage à Thiais, dans le Val-de-Marne, en banlieue sud de Paris, à l'âge de 7 ans. 
Il emprunte initialement le nom de MC Sy et crée son premier groupe DAZPIC au début des années 1990. Iron Sy rejoint ensuite le collectif B.O.S.S., fondé par le rappeur JoeyStarr, aux alentours de 1999-2000. Iron est un acronyme pour « Inch'Allah Réussir Ou Nada ». Il participe à la compilation Boss of Scandalz Strategyz Opus 3  du collectif B.O.S.S. avec notamment son titre Mon vécu. Il participe également à plusieurs compilations et mixtapes comme Talents fâchés, et la bande originale de Banlieue 13.
En juin 2006, il publie son premier album solo Irony, et une mixtape intitulée Œuvre d'un banlieusard. La même année, il se sépare du label B.O.S.S. et monte le label Sylexmusic avec notamment ses frères, Douma du Black Killah (Doumassacre) et Paler. Il publie ensuite, en 2007, son deuxième album Irony, qui atteint la 72e place des classements musicaux français, mais n'atteint pas le succès escompté. 
Après plusieurs années de discrétion, Iron Sy participe au clip de la chanson Appel à la révolte du rappeur Georgio, publié en juin 2015. En avril 2016, Iron Sy fait son grand retour avec un clip de la chanson Brouilldé, issu de son futur album qu'il annonce pour 2017.
Après avoir publié les titres Amarabout en 2021, Lusyous et Narcocorrido en 2023, il revient donc après 4 ans d’absence. ils mettent en vente son nouvel album en 2024, Inoxydable, volume 1 sur toutes les plates-formes, sans avoir fait aucune promo, et avec un seul feat une première, La seconde nouvelle, il est désormais avec le label UNIVERSY MUSIC.

## Discographie

### Albums studio
À noter que Fresh, présent sur le morceaux Niroshima 2 est en réalité le rappeur Kaaris, Fresh étant son ancien nom de scène.

### Mixtapes
- 1999 : La tuerie
- 2010 : Bootleg
- 2003 : JoeyStarr, Weedy, Moda, OGB, SNIPER, Dragon Davy, Leeroy, Specta, Iron Sy, Mehduy Mesrine, Mac Thyff, Princess Anies, D.Abuz System, Loo Ranks, Don Choa, Fredo, Paulkouan, Doudou Masta - Ghetto People
- 2024 morceau et clip : pour les plus riches

### Apparitions
- Iron Sy feat. L'ill P - Laisse-moi faire ma galette
- OCC feat. Iron Sy et Boulaye - Terroriste
- Balastik Dogg feat. Iron Sy, Douma, Paler (Les Frères Sy) - Haya
- Sang Pleur feat Iron Sy et Alain 2 L’Ombre – Meurtre parfait
- Sénégalais en France feat. Union HP
- Kry feat. Iron Sy - Apocalypse
- Alkpote Feat Vald, Iron Sy & Biffty - Les Marches de L'Empereur Saison2 #2 - Le Grand Aigle
- Swift Guad feat. Iron Sy - Sale Histoire